# Capet (peix)
El capet, cabet, escatós, clavilló, pelut d'escata o cabot (Lepidotrigla cavillone) és un peix de la família dels tríglids i de l'ordre dels escorpeniformes.
La talla màxima és de 20 cm i viu al Mar Mediterrani i a l'oceà Atlàntic.